# Rezerwat przyrody Golesz
Golesz – rezerwat przyrody nieożywionej utworzony w 2000 r. w miejscowości Krajowice, w województwie podkarpackim. Powstał w celu ochrony wychodni piaskowca ciężkowickiego i otaczającego je grądu, a także ruin średniowiecznego zamku Golesz.

## Położenie
Rezerwat przyrody Golesz jest położony w całości w miejscowości Krajowice, tuż przy granicy miasta Jasła, w powiecie jasielskim, w województwie podkarpackim. Szczytowe partie wzgórza objętego ochroną zajmują relikty zamku Golesz – jego najstarsze fragmenty datowane są na XIII lub XIV w., z kolei jego zniszczenie przypada na XVII w. Powstanie warowni poprzedzało istnienie w tym miejscu drewnianego grodu.
Wzgórze Golesz jest częścią Pogórza Strzyżowskiego, a dokładniej tzw. Wzgórz nad Warzycami, czyli jego najbardziej na południe wysuniętej części, zwanej także Garbem Warzyckim. Wzniesienie góruje od wschodu nad doliną Wisłoki, która oddziela Pogórze Strzyżowskie od Pogórza Ciężkowickiego. Nazwa „Golesz”, powiązana etymologicznie ze słowem „gołe”, sugeruje, że w przeszłości wzgórze stanowiło teren odkryty, nieporośniety lasem.
Dotrzeć tu można drogą krajową nr 73, podchodząc od Podzamcza (Jasło), skąd do rezerwatu biegnie między prywatnymi domami wąska droga, pnąca się w górę stoku. Od strony Kołaczyc prowadzi tu otwarta w 2025 r. ścieżka historyczno-przyrodnicza „Golesz”, przebiega tędy także znakowana na czerwono ścieżka Święcany – Przybówka.
W pobliżu znajdują się inne obiekty, które mogą stanowić atrakcję dla turystów. Około 1 km na wschód zlokalizowany jest niewielki wodospad, rozwinięty na progu tych samych piaskowców, które budują skałki. Prowadząca do niego ścieżka, rozpoczynająca się przy niewielkim parkingu wśród zabudowań przysiółka Podzamcze, jest nieoznakowana.
Niedaleko, w szczytowych partiach Wzgórz nad Warzycami, znajduje się neolityczny kurhan, wiązany z plemionami kultury ceramiki sznurowej. Dojść do niego można zbaczając ze znakowanej na czerwono ścieżki, wiodącej szczytowymi
partiami Wzgórz, lub też podchodząc od strony przysiółka Partyja (Kowalowy). Ponadto w bliskim sąsiedztwie rezerwatu zlokalizowany jest cmentarz wojenny z I wojny światowej.

## Przyroda
Głównym przedmiotem ochrony rezerwatu są wychodnie piaskowca ciężkowickiego, które budują zamkowe wzgórze. Skały te powstały w eocenie, ok. 40 milionów lat temu, należą do kompleksu skał płaszczowiny śląskiej.
Ostańce piaskowcowe odsłaniają się tuż pod murami zamku. Występują na stromych zboczach, na wysokości od 270 do 320 m n.p.m. Schodzą szeroką na 40–60 m wychodnią, wzdłuż rozetkowo rozchodzących się ku południu grzbietów, aż po pierwsze zabudowania Podzamcza. Tworzą odosobnione formy, jak i większe grupy, a w górnej części zbocza przybierają formę tzw. baszt, o wysokości do 8 m, porozdzielanych wąskimi korytarzami. Poszczególne skałki, wykorzystywane przez wspinaczy, otrzymały nazwy: Diabelska Przepaść, Komorowy Wąwóz, Strażnica, Grzyb, Żółw. Wyróżnia się ostaniec położony naprzeciw zamku, z wykutymi od południowej strony stopniami prowadzącymi na szczyt i otworem o głębokości ok. 70 cm (pochodzenia antropogenicznego), który zwykle jest wypełniony wodą. Jego przeznaczenie nie zostało ustalone przez archeologów i historyków – skałka mogła stanowić podstawę pod konstrukcję zamku, choć inna z teorii zakłada, że mogło to być miejsce kultu przedchrześcijańskiego. W ścianach tej skały zaznacza się granica kanału erozyjnego – przejście od drobnoziarnistego materiału przez skałę o frakcji zlepieńcowatej, po ponownie drobnoziarnisty piaskowiec. Podobne zjawisko obserwować można także w innych skałkach. W ich ścianach można dostrzec struktury wietrzeniowe, efekt m.in. selektywnego wietrzenia komórkowego.
Część skał nosi ślady eksploatacji, a niektóre z nich są dość świeże – piaskowiec wykorzystywano jako kamień budowlany pod fundamenty i podmurówki domów. Zamek na szczycie wzgórza również został wzniesiony z kamienia pozyskanego na miejscu.
Zespołem leśnym dominującym w okolicy wzgórza zamkowego są grądy charakterystyczne dla piętra pogórza, ale występują tu także buczyny żyzne i buczyny kwaśne. W lesie objętym ochroną występuje populacja buławnika mieczolistnego, a także jedna z największych w kraju populacji obrazków alpejskich. We florze obszaru mają duży udział gatunki wschodniokarpackie, jak cebulica dwulistna. Ponadto spotkać tu można chronione grzyby, takie jak szyszkowiec łuskowaty, sromotnik smrodliwy i mądziak psi.

## Galeria

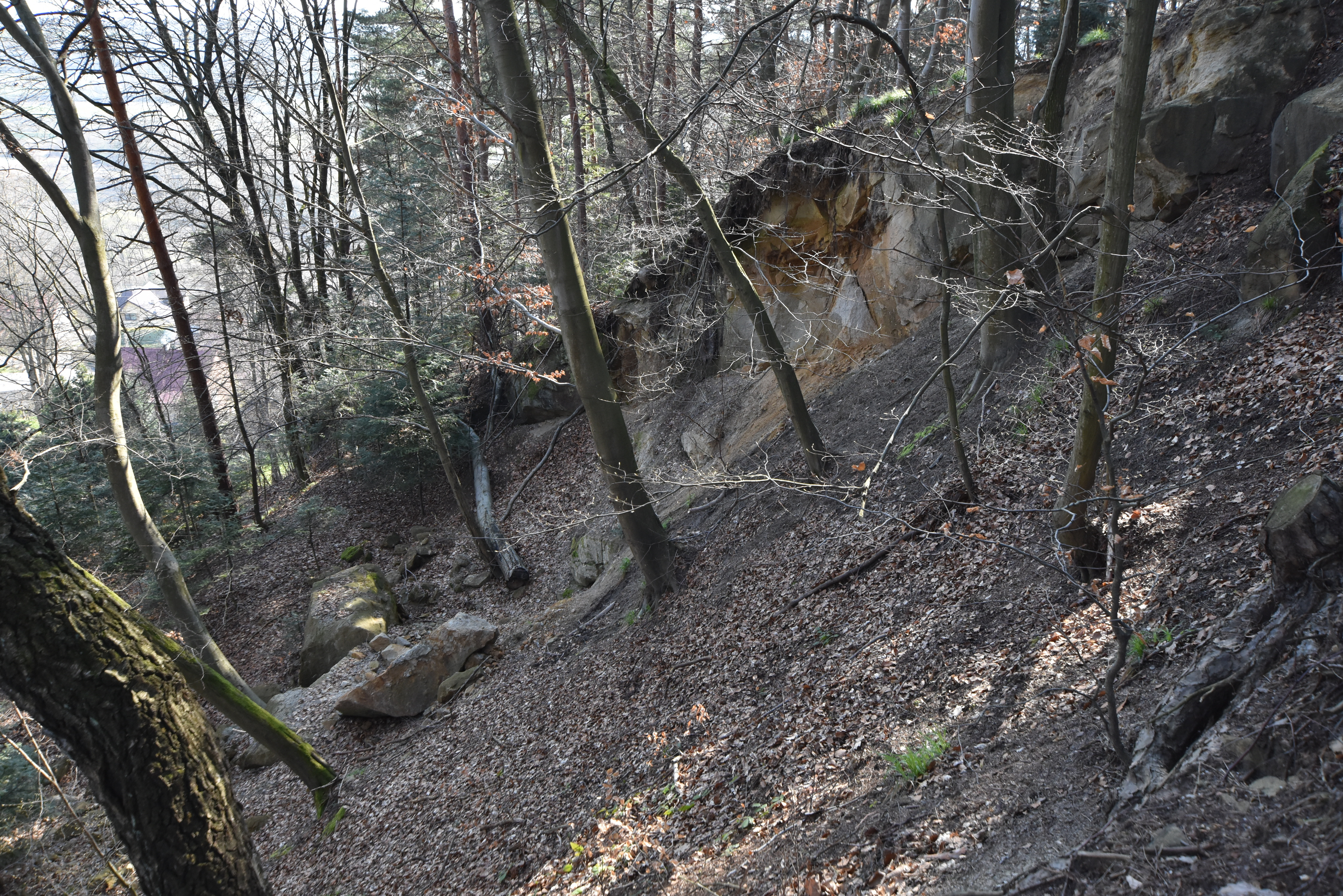
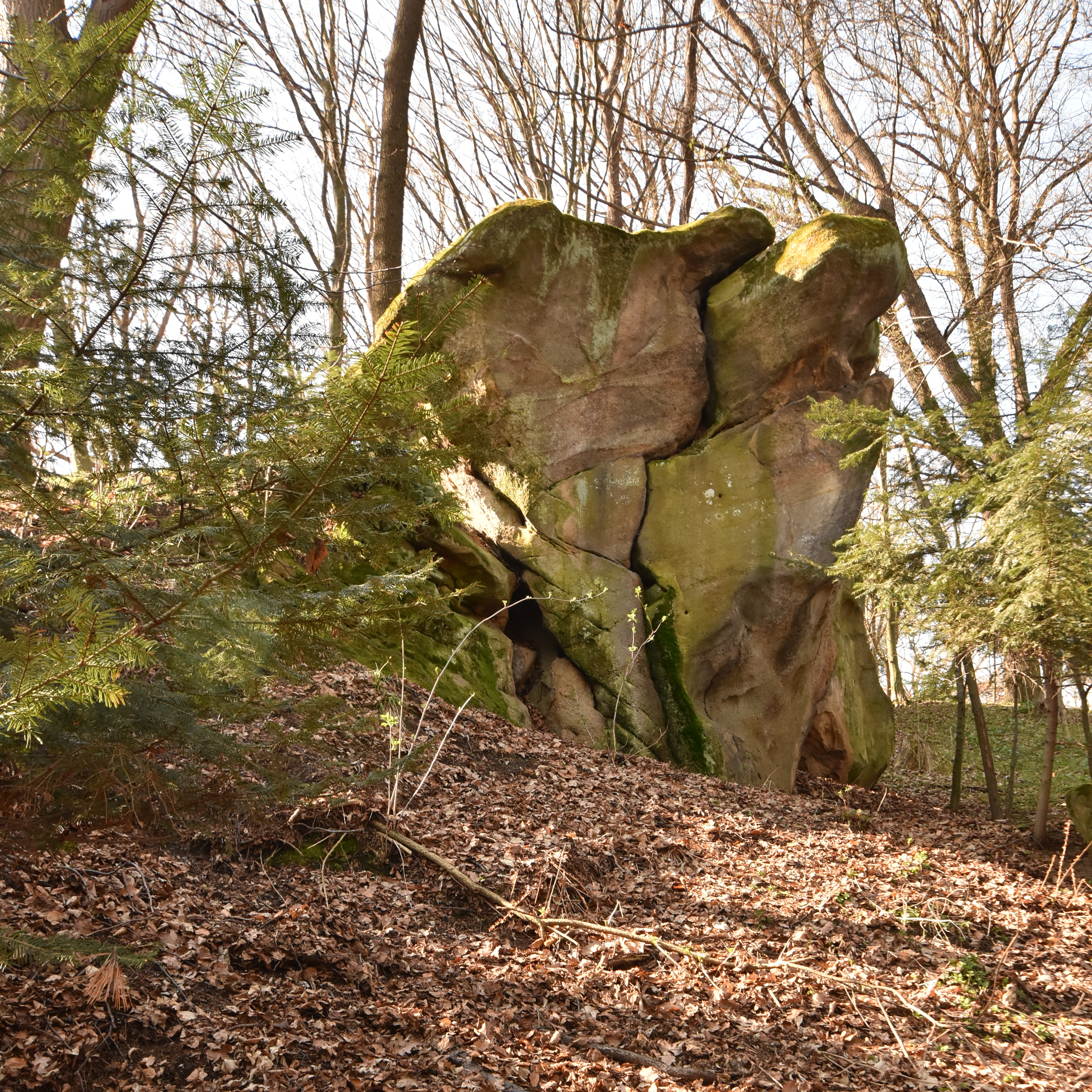
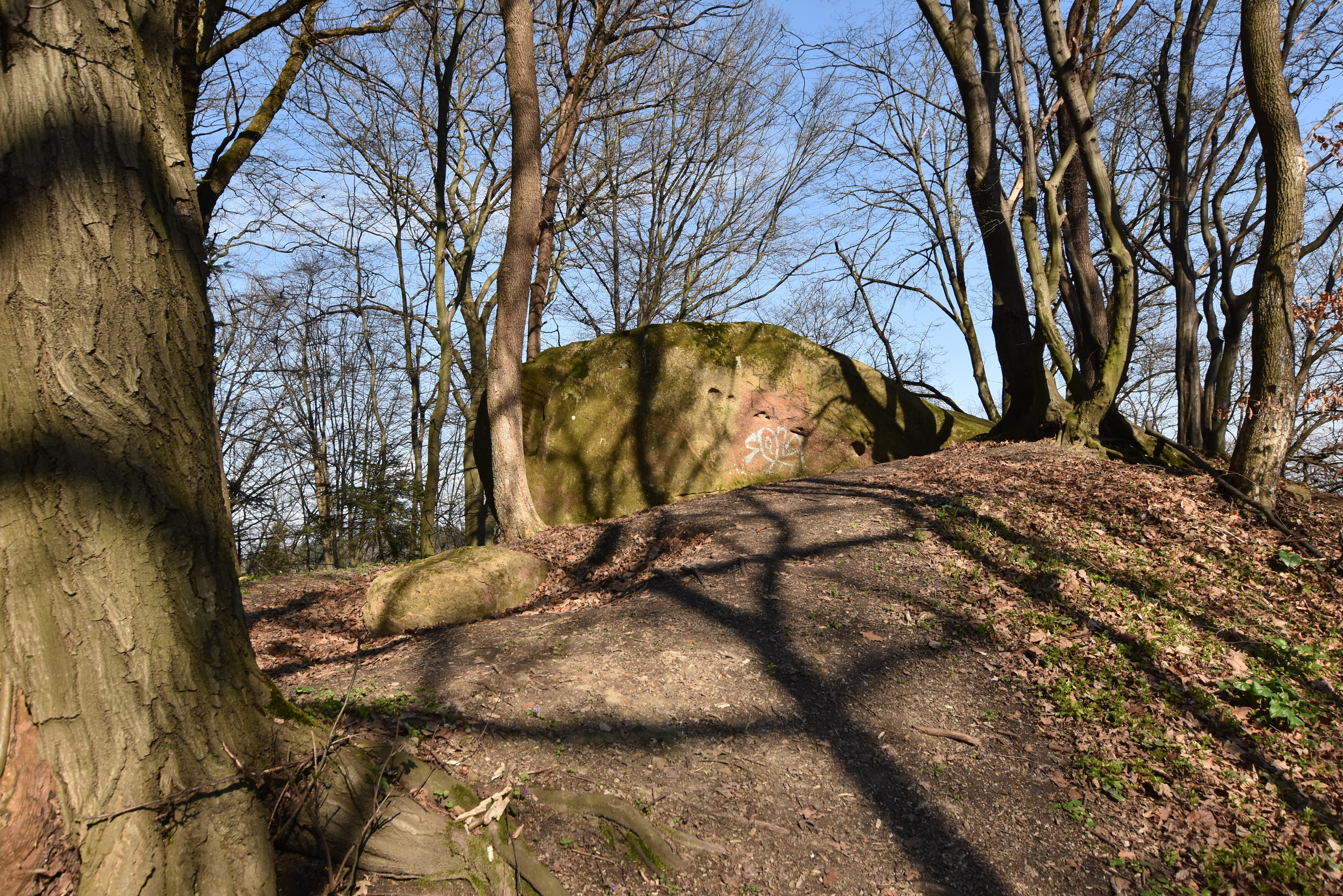